# باشگاه فوتبال سینایوئن یالکاپالوکرهو
باشگاه فوتبال سینایوئن یالکاپالوکرهو (فنلاندی: Seinäjoen Jalkapallokerho) یک باشگاه فوتبال در شهر سینایوکی، فنلاند است.
این باشگاه که در سال ۲۰۰۷ تأسیس شده سابقه یک قهرمانی در لیگ برتر فوتبال فنلاند را در کارنامه دارد.